# Dendrorycter
Dendrorycter là một chi bướm đêm thuộc họ Gracillariidae.

## Các loài
- Dendrorycter marmaroides Kumata, 1978